# Lennarth Förberg
Bertil Lennarth Mikael Förberg, född i Karlskrona 15 april 1960, är en svensk moderat politiker och kommunfullmäktiges ordförande i Ronneby, bosatt i Listerby. 
Han är sedan i maj 2024 ordförande i Stiftelsen Barometern, med säte i Kalmar.
Förberg var regionstyrelsens ordförande i Region Blekinge i juni 2019-2022, efter att ha varit ordförande i den regionala utvecklingsnämnden från 2018. Han har varit förtroendevald i tidigare Landstinget Blekinge sedan 2010. I sin hemkommun Ronneby har Förberg varit ordförande i utbildningsnämnden från 2010 till 2018.
I valet 2022 kandiderade och valdes Förberg till Region Blekinge och Ronneby kommun. Han lämnade regionfullmäktige i juni 2023.